# Ernst Scharstein

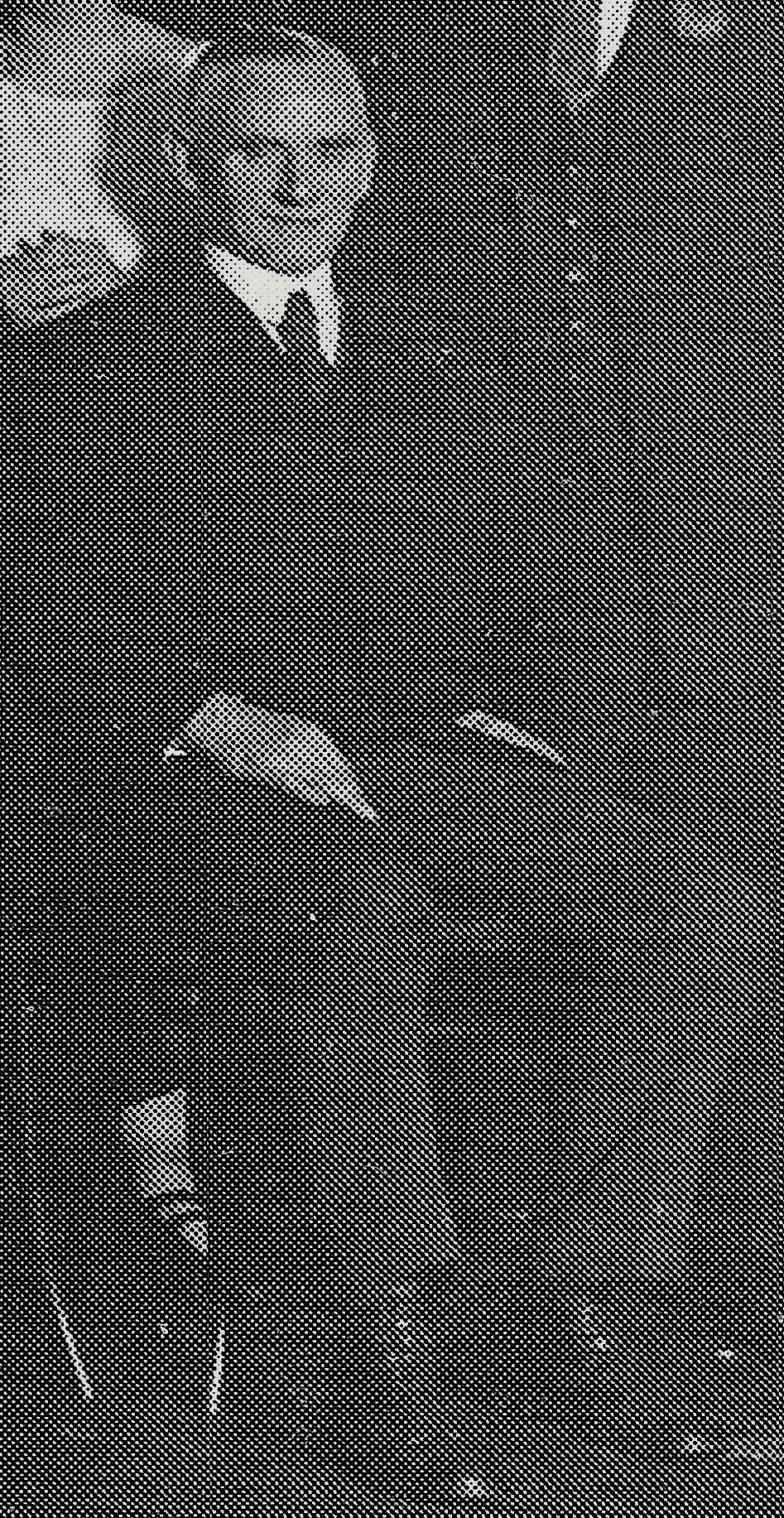
Ernst Scharstein ca. 1922 im Altonaer Museum

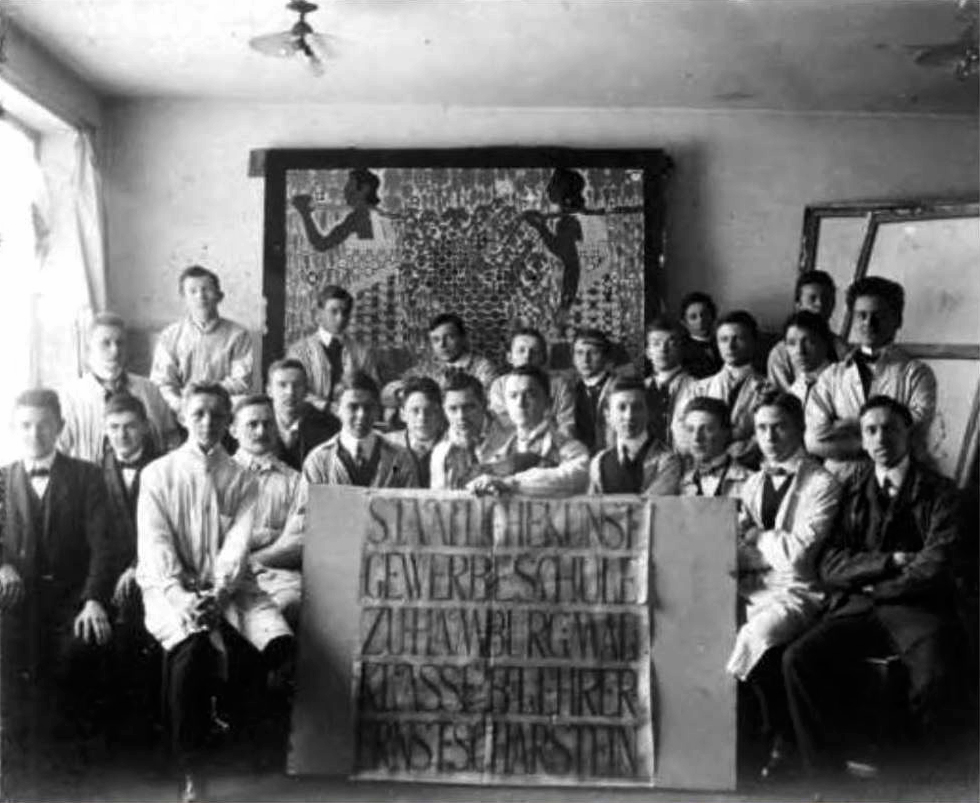
Schüler von Ernst Scharstein ca. 1913 oder 1914. Aufschrift des Schildes: „Staatliche Kunstgewerbeschule zu Hamburg – Malklasse b. Lehrer Ernst Scharstein“. Links neben dem Schild Bernhard Hopp

Ernst August Heinrich Scharstein (* 22. April 1877 in Hamburg; † 9. Mai 1961 ebenda) war ein deutscher Landschaftsmaler.

## Leben
Ernst Scharstein wurde als Sohn des Markt-Polizeiaufsehers Johannes Bernhard Christian Scharstein und dessen Frau Johanna Christina Dorothea Louise, geb. Roggmann in deren Wohnung am Hopfenmarkt 31 in Hamburg-Altstadt geboren. Er schuf hauptsächlich Landschaften in Öl oder Aquarell. Anfang des 20. Jahrhunderts wohnte er in Dockenhuden. Von 1904 bis 1914 oder 1915 war er Lehrer für Dekoratives und Landschaftsmalen an der staatlichen Hamburger Kunstgewerbeschule, die sich im Gebäude des heutigen Museums für Kunst und Gewerbe am Steintorplatz befand, 1910 mit Baracken an der Spaldingstraße erweitert wurde und 1913 in das neue Hauptgebäude der heutigen, aus der Kunstgewerbeschule hervorgegangenen Hochschule für bildende Künste Hamburg am Lerchenfeld umzog. Einer seiner Schüler war Bernhard Hopp, der vor dem Ersten Weltkrieg in seiner Malklasse war. 1905 trat Scharstein dem Kunstgewerbe-Verein zu Hamburg bei. Im Februar 1908 wurde er im Hamburger Gewerbe-Verein aufgenommen. Er schrieb einen Artikel über die technische Natur von Wasserfarben, Ölfarben und Lackfarbenanstriche, der im Handbuch des Kunstgewerbe-Vereins zu Hamburg, das etwa Oktober 1908 erschien. In dem Handbuch ist im Mitgliederverzeichnis die Ifflandstraße 12, Eingang Schröderstraße in Hamburg-Hohenfelde als seine Adresse angegeben. Im selben Jahr zog er in das Haus Dahms in der ehemaligen Hamburger Straße 2 (heute Kollaustraße) in Niendorf und wohnte dort bis 1913.
Am 16. März 1911 berichtete Scharstein bei einer Sitzung des Hamburger Gewerbe-Vereins über Art, Zweck und Einrichtung, der von Carl Friedrich Hansen initiierten und von April bis September 1911 stattgefundenen Ausstellung bemalter Wohnräume in ausstellungseigenen Bauten an der Glacischaussee auf dem Heiligengeistfeld unter der Vorlegung der Baupläne und des Programms. In einem Ausstellungsgebäude fand zudem ab dem 30. April parallel eine Sonderausstellung der Hamburger Kunstgewerbeschule statt, auf der unter anderem auch Arbeiten von Scharsteins Schüler gezeigt wurden. Er selbst entwarf unter anderem die Malereien der Vorhalle des herrschaftlichen Wohnhauses der Ausstellung bemalter Wohnräume, die von Dekorationsmalern der Firma Ritter & Hüsing ausgeführt wurden.
Im Ersten Weltkrieg wurde der Lehrbetrieb der Kunstgewerbeschule eingestellt, das Gebäude diente stattdessen als Lazarett. Im Kriegsjahr 1917 war Scharstein westlich der Ostfront scheinbar einer Arbeitskolonne zugeteilt. Auf Feldpostkarten, deren eine Seite er jeweils bemalte und sie so zu Künstlerpostkarten erhob, ist zu entnehmen, dass im Juli 1917 seine Arbeitsstätten eine Kalkbrennerei und ein Dachziegelofen in der von den Deutschen besetzten Stadt Wilna waren, sowie eine dortige Hausruine, die seiner Kolonne als Steinbruch für einen Küchenneubau diente. Im September bis mindestens Dezember hielt er sich mit seiner Kolonne in Ostpreußen auf. Dort hatten sie ein Quartier in Kallweningken bei Popelken und dann in Alt-Sternberg in Kreis Labiau. Sein erstes Quartier im Dezember war in Labiau. Von da aus ging es Richtung Westen. Sechs dieser Künstlerkarten befinden sich seit 2006 im Bestand des Altonaer Museums in Hamburg.
Auf einem Archivfoto des Altonaer Museums, das die ca. 65-köpfige Belegschaft des Museums etwa aus dem Jahre 1922 zeigt, ist auch Ernst Scharstein als freier Mitarbeiter abgebildet sowie der Maler Carl Appel, der ebenfalls als freier Mitarbeiter dort jahrelang beschäftigt war. In den Jahren 1914 und 1915 stellte Scharstein für das Altonaer Museum ein Meridianprofil Schleswig-Holsteins her, ein Profil von Gewitterwolken sowie ein Profil des Elbtales und führte einige Beschriftungen aus. In den Jahren 1916 bis 1920 sowie 1926 fertigte mit der Geographisch-artistischen Anstalt Alfred Jacobi in Hamburg fürs Museum nach Angaben des Oberstudienrats am Christianeum in Altona Otto Hartz vier Karten zur topografischen Entwicklung Schleswig-Holsteins. In den Jahren 1916 bis 1930 beschriftete er Schilder, schuf Erklärungstafeln und zeichnete Karten in den Abteilungen Geologie, Aquarium sowie Spielzeug und Spiele. 1921 und 1922 richtete er verschiedene Räume der Bauernstuben her, die heute noch im Museum zu sehen sind. 1928 wurden vier Karten Scharsteins von Otto Hartz unter den Titel Vier Karten zur Geschichte Schleswig-Holsteins beim Hans Ruhe Verlag in Altona mit einem Begleitheft herausgebracht. Ebenfalls 1928 erschien das Heimatbuch Kreis Pinneberg in Holstein beim Düsseldorf Verlag für Architektur-, Industrie- und Stadt-Werke, dem eine von Ernst Scharstein gezeichnete Karte des Kreises Pinneberg beigelegt war. 1931 schnitzte und bemalte er drei Schaugruppen, die den Störfang, die Gewinnung des Kaviars und dessen weitere Verarbeitung darstellen. Sie wurden im selben Jahr im Altonaer Museum ausgestellt und waren für Reklamezwecke bestimmt. Das Museum ist auch im Besitz eines Gedichtes Ernst Scharsteins über Spielzeug.
Ab etwa November 1936 gehörte Scharstein der neugegründeten Ausstellungsleitung an, die von der Landesleitung Ost-Hannover der Reichskammer der bildenden Künste ins Leben gerufen wurde. Die Ausstellungsleitung hatte die Aufgabe, im Gau Ost-Hannover jährlich eine große Gau-Ausstellung zu veranstalten sowie weitere Ausstellungen als Verkaufs- und Wanderausstellungen. Den Vorsitz hatte der Maler Hugo Friedrich Hartmann. Weitere Mitglieder der Ausstellungsleitung waren die Maler Arthur Siebelist und Frido Witte, der Gaukulturwart Friedrich Esser, der Vorsitzende des Gaugerichts Ost-Hannover Walter Gravenhorst sowie der Fabrikbesitzer Arnold Mergell (Harburger Oelwerke Brinckman und Mergell, kurz Hobum, 1896 von Mergell und Brinckmann gegründet als Leinöl- und Firnisfabrik Brinckmann). Die erste Gau-Ausstellung fand vom 6. bis 27. Dezember im Museum Lüneburg unter der Schirmherrschaft des Gauleiters Otto Telschow statt.
1937 zog Ernst Scharstein in das Haus 162 in Neugraben und 1949 in die Cuxhavener Straße 246 in Hausbruch, wo er bis zu seinem Tode 1961 wohnte. Seine Frau wohnte noch ein Jahr länger dort. Ernst Scharstein wurde auf dem Neuen Friedhof Harburg beigesetzt. Im August 2004 lief die Ruhefrist für die Grabstätte ab, die Grabstätte existiert nicht mehr.

## Familie
Ernst Scharstein war mit Louise Maria Auguste, geb. Timm verheiratet und hatte mit ihr mehrere Kinder. Am 17. Mai 1901 wurde ihr Sohn Ernst Max Charly Scharstein in Dockenhuden geboren. Der Doktoringenieur und ehemalige Prokurist im Nürnberger Maschinen- und Apparatewerk der Siemens-Schuckertwerke (heute Siemens) starb am 12. Februar 1968 an den Folgen eines Verkehrsunfalls. Im Katalog der Deutschen Nationalbibliothek sind drei Publikationen von ihm verzeichnet. Mit seiner Ehefrau Pauline, geb. Kraus hatte er mehrere Kinder, darunter Hans Scharstein, der im Januar 1942 in Nürnberg als 4. Kind geboren wurde und 1975 die Schrift Der Mechanismus der Sollwertverstellung bei der Kursregelung der roten Waldameise (Formica polyctena) veröffentlichte. Dieser hatte einen Lehrstuhl für Tierphysiologie am Institut für Zoologie der Universität zu Köln.

## Ausstellungen (Auswahl)
- 1905: Frühjahrsausstellung, veranstaltet vom Kunstverein in Hamburg in der Hamburger Kunsthalle – Videamus, Landschaft
- 1905: Kunstausstellung im Kaufhaus Wertheim in Berlin – Videamus, Landschaft[37]
- 1911: Ausstellung bemalter Wohnräume, Glacischaussee, Heiligengeistfeld, Hamburg
- 1931: Drei Schaugruppen von Scharstein für Werbezwecke, die den Störfang, die Gewinnung des Kaviars und dessen weitere Verarbeitung darstellen, Altonaer Museum
- 1935: Ausstellung von Künstlern aus Harburg-Wilhelmsburg, Realgymnasium am Postweg, Harburg-Wilhelmsburg[38]
- 1937–1938: Hamburger Maler auf Reisen – Studien, Skizzen, Bilder. Ausstellung des Kunstverein in Hamburg in der Hamburger Kunsthalle – Aquarell Blick aus Rauenthal[39]
- 1947: Internationale Kunstausstellung in der Alten Sturmhaube, Kampen, Sylt

## Werke (Auswahl)
- 31. Juli 1904: Blankenese, Elbstrand (mit Blick auf Schweinsand), Öl auf Pappe, 28,5 × 22,5 cm (rückseitige Beschriftung) – Privatbesitz, Hamburg[40]
- Vor 1906: Videamus, Landschaft, ausgestellt 1905 in Hamburg und in Berlin
- 1910: Schleswig-Holstein, Lithografie, Blatt: 49, 2 × 54 cm, Motiv: 48 × 50,9 cm, Inventarnr.: AB11507 – Altonaer Museum, Hamburg[41]
- 17. Juli 1917: Unsere heutige Arbeitsstätte. Kalkbrennerei und Dachziegelofen, Wilna, Künstlerpostkarte, 14,4 × 9,4 cm, Unterkarton: 18,1 × 13,3 cm, Schenkung Elke Wache, Inventarnr.: 2006-148 – Altonaer Museum
- 18. August 1917: "Und neues Leben blüht aus den Ruinen" "Steinbruch für Küchenneubau", Wilna, Juli 1917, Künstlerpostkarte, 15,1 × 9 cm, Schenkung Elke Wache, Inventarnr.: 2006-143 – Altonaer Museum
- September 1917: Dorffriedhof in Ostpreußen, Künstlerpostkarte, 9 × 14,3 cm, Unterkarton: 10,5 × 15,5 cm, Inventarnr.: 2006-147 – Altonaer Museum
- 16. September 1917: Quartier in Kallweningken bei Popelken Kriegsjahr 1917, Künstlerpostkarte, 14,3 × 9,4 cm, Unterkarton: 9,6 × 14,5 cm, Inventarnr.: 2006-144 – Altonaer Museum
- 10. November 1917: Unser Quartier in Alt-Sternberg Kreis Labiau Ost Preussen 1917, Künstlerpostkarte, 14 × 9,4 cm, Unterkarton: 14,1 × 9,5 cm, Inventarnr.: 2006-146 – Altonaer Museum
- Dezember 1917: Labiau erstes Quartier im Dezember 1917. Fahrt nach dem Westen, Künstlerpostkarte, 14,2 × 9,4 cm, Unterkarton: 18,1 × 13,3 cm, Inventarnr.: 2006-145 – Altonaer Museum
- 1924 oder 1930–1939: Duvensee, Öl auf Leinwand, 52,2 × 36,5 cm[42] (Rahmen: 59,5 × 44 cm), Inventarnr.: AB05400 – Altonaer Museum
- 1927 (um): 21 Grundkarten für die Druckvorlagen des Zeitraums 1621–1721, Darstellung der territorialen Besitzverhältnisse in Schleswig-Holstein, unter Mitarbeit von Otto Hartz, Blatt: 50,2 × 66,3 cm, Motiv: 33,7 × 64,3 cm – Altonaer Museum
- 1927: Schleswig-Holstein 1622, Darstellung der territorialen Besitzverhältnisse. Tusche-Federzeichnung als Druckvorlage, auf Karton aufgezogen, Blatt: 47,4 × 55,7 cm, Motiv: 39,3 × 47,3 cm, Inventarnr.: AB10546,5 – Altonaer Museum
- 1929 (oder vorher): Entwurf, Nachbildung einer Windmühle als Kinderspielzeug, Inventarnr.: 1929-431 – Altonaer Museum
- 1930 (um): 29 Vorzeichnungen zu den Inventarnummern 1979-566,1 und 1979-566,2, Schleswig-Teilgebiete – Altonaer Museum
- 1930: Nordfriesland. Schleswig-Teilgebiete für die Zeit 1878–1930, Landkarte, Tusche auf Papier, Inventarnr.: 1979-566,1 – Altonaer Museum
- 1930 (um): Nordfriesland um die Zeit um 1634 mit jüngeren und älteren Einzelheiten, Landkarte, Tusche auf Papier, Inventarnr.: 1979-566,2 – Altonaer Museum
- 8. April 1935: Lindhorst, Ölgemälde, 30 × 25 cm (rückseitige Beschriftung) – Privatbesitz[43]
- Vor 1938: Bick aus Rauenthal, Aquarell, ausgestellt 1937–1938 in Hamburg

## Publikationen
Als Autor:
- Artikel über die technische Natur von Wasserfarben, Ölfarben und Lackfarbenanstriche, Handbuch des Kunstgewerbe-Vereins zu Hamburg, Hamburg 1908.

Karten und Illustrationen:
- Otto Hartz: Vier Karten zu Geschichte Schleswig-Holsteins. (1622, 1721, 1815, 1914), mit vier Karten von Ernst Scharstein, Hans Ruhe Verlag, Altona 1928
- Kreis Pinneberg in Holstein – Ein Heimatbuch. mit einer Karte von Ernst Scharstein, Düsseldorf Verlag für Architektur-, Industrie- und Stadt-Werke, Düsseldorf 1928
- Hermann Schettler: Die Marktgenossenschaft der Todt. mit vier Kartenskizzen und einer Textzeichnung von Ernst Scharstein, Verein für Geschichte, Natur- und Heimatkunde Tostedt und Umgebung e.V. (Hrsg.) in Zusammenarbeit mit dem Archiv der Samtgemeinde Tostedt, Tostedt 1988[44]